# Coteana, Olt
Coteana este satul de reședință al comunei cu același nume din județul Olt, Muntenia, România. Se află în partea centrală a județului, în Câmpia Boianului, la o distanță de 19 km de municipiul Slatina.

## Istoric
Coteana apare pe 8 august în anul 1437 sau 1438, într-un hrisov prin care Vlad Dracul întărește lui Taeîncoș, lui Stan și lui Colțea : " ocină în Coteana pe care s-au înfrățit ".

## Origini
Dacă ne-am întoarce în timp, am susține cu tărie că populația satului Coteana este în proporție de 50% de origine bulgară.  Populația a fost odinioară bilingva dar se pare ca locuitorii de origine slava au fost primii care s-au asezat aici. Sătenii au mai multe variante. Unii spun că bulgarii au venit aici pentru a se adăposti de atacurile turcilor. O parte dintre ei au venit din zona Caracal-Corabia, însă cei mai mulți au fost originari din Bulgaria, de la Vrața (Vratsa), cum ar fi Tănciuleștii, Tinuleștii și Săfcileștii.
Alții spun că bulgarii ar fi fost aduși pe teritoriul comunei de domnitorul Constantin Brâncoveanu pentru a-i munci moșiile, pentru că ocupația de bază a bulgarilor era grădinăritul. De asemenea alte familii au venit aici din zona Kicevo, Macedonia (Petcu, Rusin). Nou-veniții au fost porecliți sârbi de către localnicii români ce s-au stabilit ulterior aici.
Cert este ca cei veniti din Macedonia au devenit deosebit de prosperi, cei din familia Petcu cumparand toate domeniile limitrofe comunei ce apartineau printului Constantin Basarab-Brancoveanu.
Dupa preluarea puterii de catre comunisti, liderii comunei inclusiv toata familia Petcu-Coteana au fost deportati, multi trecand prin puscariile de la Craiova, Pitesti etc.

## Populație
La recensământul din 1930 au fost înregistrați 3.313 locuitori, iar la cel din anul 1977 au fost numărați 3.830 locuitori. După această dată, populația satului a intrat într-un declin continuu, datorită migrației la orașe, precum și a sporului natural negativ.

### Structură etnică
Potrivit datelor recensământului din anul 2002, populația satului era de 3.014 locuitori, din care 2996 români, 14 rromi (țigani) și 4 maghiari.

### Structură confesională
Conform datelor aceluiași recensământ, din totalul populației, 3006 locuitori s-au declarat ortodocși, 4 evanghelici, 3 reformați iar 1 s-a declarat baptist.

## Personalități
Multe talente s-au născut în această localitate. Personalitățile de aici s-au dedicat poeziei, științei, artei, teatrului și nu numai.
Poetul Mihai Bărăgan, întemeietorul tomponimiei românești Ion Conea, profesorul de istorie și geografie al regelui Mihai I, regretatul ziarist Dumitru Tinu, actrița Cerasela Iosifescu (Teatrul Nottara) și cobzarul Constantin Gaciu, sunt câteva dintre personalitățile pe care le-a dat Coteana.
Nu in ultimul rand mai putem mentiona proprietarii de drept ai terenurilor agricole si silvice din preajma comunei, fratii Marin si Paraschiv Petcu, comercianti si filantropi, pionieri ai mecanizarii agriculturii in Oltenia, Dr Virgil Petcu, medic chirurg, autor al mai multor lucrari de exceptie despre cancerul gastric si tratamentul arsurilor, inginer George Petcu, unul din liderii revoltei tinerilor din Craiova contra ocupatiei sovietice (1945/46).
Alte personalitati si familii din Coteana:
-Rusin: agricultori
-Padureanu (Mihai): agricultori
-Marian:agricultori
-Tanciu

## Cultură
Anual, pe data de 15 august, în sat are loc festivalul "Târgul fetelor" din Cotenița.